# فابيو غوميز (لاعب كرة قدم)
فابيو غوميز هو لاعب كرة قدم برتغالي في مركز الهجوم، ولد في 21 سبتمبر 1988 في لشبونة في البرتغال. لعب مع نادي فيزيلا.

## وصلات خارجية
- فابيو غوميز على موقع قاعدة بيانات كرة القدم.إي يو (الإنجليزية)
- فابيو غوميز على موقع Soccerway.com (الإنجليزية)